# تاباتابا (فلم)
تاباتابا (بالإنجليزية: Tabataba)، هُو فيلم دراما مدغشقري صدر سنة 1988، وقد أخرجه المُخرج ريموند راجاوناريفيلو.

## وصلات خارجية
- مقالات تستعمل روابط فنية بلا صلة مع ويكي بيانات